# ベラール王国

ベラール王国
イマード・シャーヒー朝

ベラール王国の支配領域

ベラール王国（ベラールおうこく、Berar Sultanate）は、15世紀末から16世紀後半にかけて、インドのデカン地方北部に存在したイスラーム王朝（1487年/1490年 - 1574年）。イマード・シャーヒー朝（Imad Shahi Dynasty）とも呼ばれる。首都はアチャルプル。

## 歴史
バフマニー朝末期、1481年に同朝の宰相マフムード・ガーワーンが処刑され内部抗争で王国が衰退すると、早くも1480年代後半デカン北部では、ベラール総督ファトフッラー・イマードゥル・ムルク（ダリヤー・ハーン）が独立の動きを見せはじめた。
ファトフッラー・イマードゥル・ムルクはもともとヴィジャヤナガル王国のバラモンであったが、1423年にバフマニー朝が攻め込んできた際に拉致された。その後、イスラーム教に改宗して、バフマニー朝に使える身となり、最終的にベラール総督の地位に収まった。
1487年（1490年とも）、ファトフッラー・イマードゥル・ムルクはバフマニー朝から独立を宣言し、アチャルプルを首都にベラール王国を建国し、ベラール王国の初代君主となった。
第3代ダリヤー・イマード・シャーの治世、1540年頃からヴィジャヤナガル王国のムスリム5王国の離間政策があり、ベラール王国は西に接するアフマドナガル王国の侵攻を受けるようになった。
しかし、第4代ブルハーン・イマード・シャーの治世、ビジャープル王国を中心とした5王国の連合に加わり、1565年にターリコータの戦いでヴィジャヤナガル王国を破りその首都ヴィジャヤナガルを蹂躙した。だが、同年にはアフマドナガル王国とビジャープル王国の侵攻があり、そのうえ1568年にブルハーン・イマード・シャーは宰相に実権を奪われた 。
1572年、ベラール王国はアフマドナガル王国との激戦の末に敗れて、王と宰相が逮捕され、アフマドナガルに連行された。その後、1574年にブルハーン・イマード・シャーが死亡し、ベラール王国はこの時点で滅亡した。

## 歴代君主

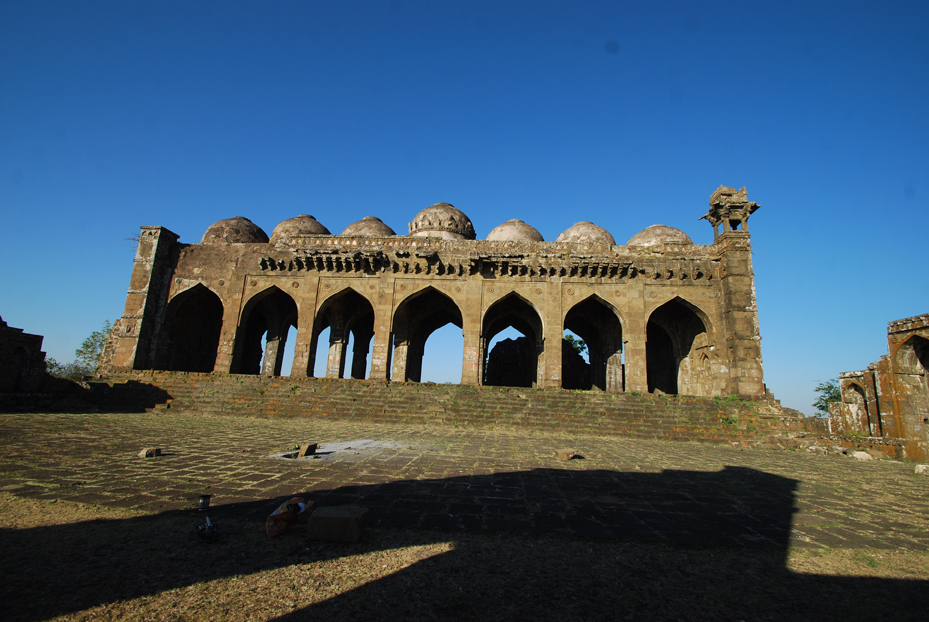
ファトフッラー・イマードゥル・ムルクが建設したガーウィルガル城塞

- ファトフッラー・イマードゥル・ムルク（在位：1490年 - 1504年）
- アラー・ウッディーン・イマード・シャー（在位：1504年 - 1529年）
- ダリヤー・イマード・シャー（在位：1529年 - 1562年）
- ブルハーン・イマード・シャー（在位：1562年 - 1574年）